# 岛田俊雄
岛田俊雄（日语：島田 俊雄/しまだ としお，1877年6月18日—1947年12月21日），日本的政治家。

## 生平
曾担任小矶国昭时期的農商務大臣，米內光政、廣田弘毅时期的农林水产大臣。